# PGC 56953
LEDA/PGC 56953, auch UGC 10169, ist eine Linsenförmige Galaxie im  Sternbild Schlange am Nordsternhimmel. Sie ist schätzungsweise 213 Millionen Lichtjahre von der Milchstraße entfernt und hat eine Ausdehnung von etwa 185.000 Lichtjahren. Vom Sonnensystem aus entfernt sich das Objekt mit einer errechneten Radialgeschwindigkeit von näherungsweise 4.700 Kilometern pro Sekunde.
Gemeinsam mit  PGC 56938 bildet sie das Galaxienpaar Arp 101. Halton Arp gliederte seinen Katalog ungewöhnlicher Galaxien nach rein morphologischen Kriterien in Gruppen. Diese Galaxie gehört zu der Klasse Spiralgalaxien mit einem elliptischen Begleiter auf einem Arm (Arp-Katalog).

## Galaktisches Umfeld
| Nr. | Galaxie                 | Alternativname            | Rek           | Dek           | Distanz/asec |
| --- | ----------------------- | ------------------------- | ------------- | ------------- | ------------ |
| →   | LEDA/PGC 56953          | UGC 10169                 | 16h04m31.749s | +14d49m08.89s | 0            |
| 1   | LEDA/PGC 56938          | UGC 10164                 | 16h04m28.182s | +14d46m56.75s | 141.89       |
| 2   | LEDA/PGC 1466375        | NSA 114901                | 16h04m26.463s | +14d45m25.45s | 236.32       |
| 3   | LEDA/PGC 1467964        | NSA 114888                | 16h04m15.328s | +14d49m10.51s | 236.93       |
| 4   | LEDA/PGC 1466462        | NSA 114904                | 16h04m19.13s  | +14d45m35.7s  | 280.05       |
| 5   | LEDA/PGC 1467569        | NSA 114907                | 16h04m53.724s | +14d48m12.31s | 324.96       |
| 6   | LEDA/PGC 1468360        | 2MASX J16040960+1450083   | 16h04m09.631s | +14d50m08.32s | 326.05       |
| 7   | LEDA/PGC 1465457        | NSA 114902                | 16h04m26.530s | +14d43m19.87s | 357.83       |
| 8   | LEDA/PGC 1470365        | NSA 114903                | 16h04m40.830s | +14d54m50.28s | 366.71       |
| 9   | LEDA/PGC 1468769        | NSA 114885                | 16h04m05.881s | +14d51m05.12s | 392.56       |
| 10  | LEDA/PGC 1468890        | NSA 114909                | 16h05m05.314s | +14d51m23.55s | 505.13       |
| 11  | LEDA/PGC 1467667        | WISEA J160353.58+144827.4 | 16h03m53.587s | +14d48m27.50s | 554.85       |
| 12  | IC 1168                 | LEDA/PGC 56901            | 16h03m55.691s | +14d54m08.66s | 602.52       |
| 13  | LEDA/PGC 1462918        | NSA 114900                | 16h04m40.210s | +14d37m43.63s | 696.30       |
| 14  | LEDA/PGC 1467705        | 2MASX J16034312+1448317   | 16h03m43.147s | +14d48m31.88s | 705.63       |
| 15  | 2MASX J16035592+1457241 | NSA 114896                | 16h03m55.888s | +14d57m24.40s | 717.98       |